# Blanca Rodríguez Martín
Blanca Rodríguez Martín (Madrid, 3 de enero de 1970) es una periodista y presentadora de televisión española.

## Biografía
Licenciada en Ciencias de la información, rama de Periodismo, por la Facultad de Ciencias de la Información (Universidad Complutense de Madrid), comienza su andadura profesional como locutora de radio en una emisora independiente.
En 1992 se incorpora a la plantilla de la radio televisión andaluza, donde ha realizado casi toda su trayectoria. Como redactora empezó trabajando en un programa sobre la Exposición Universal de Sevilla y posteriormente ha trabajado para los servicios informativos de la cadena y también para diferentes programas de actualidad.
En 1995 se traslada a Telemadrid como reportera del programa Madrid directo.
En 1997 regresa a Canal Sur Televisión donde forma parte del equipo que pone en marcha Andalucía directo; primero como reportera y desde marzo de 2001 como presentadora, labor que realiza durante 9 años, hasta diciembre de 2009.
Entre 2010 y 2012 estuvo al frente del programa Objetivo Abierto, un espacio semanal dedicado a la actualidad andaluza y al periodismo judicial y al mismo tiempo es redactora del Área de Nacional de los Servicios Informativos de Canal Sur Televisión. En 2011 presentó con Paco Lobatón los especiales que Canal Sur Televisión emitió sobre los Niños robados. Durante parte de 2013 es coeditora del informativo Noticias 2 de Canal Sur Televisión. Después presenta y coedita el programa informativo de Canal Sur Televisión, Más que noticias, entre las temporadas 2013-2014/2014-2015.
En 2015 presenta el magazine diario matinal La mañana y más. En 2016 presenta y edita el espacio de información y análisis La entrevista en La noche al día en Andalucía Televisión y desde septiembre de 2016, el programa informativo La tertulia en Canal Sur Televisión. Entre septiembre de 2017 y octubre de 2019 presentó el informativo diario Buenos días, Andalucía de 8h00 a 10h00 de la mañana de lunes a viernes.
Entre el 7 de octubre de 2019 y el 12 de marzo de 2020 presentó Canal Sur Noticias 1 de lunes a viernes a las 14h30. El 10 de noviembre de 2019 presentó el especial informativo de Canal Sur Televisión con motivo de las elecciones generales. En marzo de 2020 entrevistó a los portavoces parlamentarios y al presidente de la Junta de Andalucía en Canal Sur Noticias 1, del 12 de marzo al 14 de marzo presentó los especiales informativos por la pandemia de COVID-19.
Desde el 4 de abril de 2020 hasta el 12 de julio de 2020, presenta las ediciones de fin de semana de Canal Sur Noticias los sábados y domingos, a las 14h30 y 20h30.
El 17 de septiembre de 2020 comienza a presentar el programa Andalucía a dos voces, los jueves a las 22h30 en Canal Sur Televisión. Desde el 11 de abril de 2021, el programa cambia su emisión a los domingos a las 17h45. El 4 de mayo de 2021 a las 22h30 presenta el especial informativo de Canal Sur Televisión sobre las elecciones a la Asamblea de Madrid. Desde el 9 de agosto al 3 de septiembre de 2021 presenta Despierta Andalucía en Canal Sur Televisión, de lunes a viernes de 10h00 a 12h00.
El 26 de septiembre de 2021 se estrena la segunda temporada de Andalucía a dos voces, todos los domingos de 17h15 a 19h15 en Canal Sur Televisión. En la temporada siguiente, conduce el programa todos los domingos a las 17h30. 
El 13 de junio de 2022 moderó El debate decisivo en RTVA, entre las 21h30 y las 23h30, el último debate entre los candidatos a la presidencia de la Junta de Andalucía –Juan Espadas (PSOE-A), Juanma Moreno (PP-A), Juan Marín (Ciudadanos Andalucía), Inmaculada Nieto (Por Andalucía), Macarena Olona (Vox Andalucía) y Teresa Rodríguez (Adelante Andalucía)–, en las elecciones al Parlamento de Andalucía de 2022. El 19 de junio de 2022 presentó con Fernando García y Juan Carlos Roldán, Andalucía decide entre las 19h15 y las 0h00, el especial informativo de Canal Sur Televisión con motivo de la jornada electoral.
El 28 de mayo de 2023 presentó Andalucía decide entre las 19h30 y las 23h45, el especial informativo de Canal Sur Televisión con motivo de las elecciones autonómicas y municipales. El 23 de julio de 2023 presentó el especial 23-J Elecciones generales, entre las 19h15 y las 0h30, el especial informativo de Canal Sur Televisión con motivo de las elecciones generales. También entrevistó con Fernando García a los candidatos a la presidencia del Gobierno de España: Alberto Núñez Feijóo (PP), Yolanda Díaz (Sumar) y Santiago Abascal (Vox), además de moderar el debate entre los cabezas de lista de las ocho provincias andaluzas al Congreso de los Diputados de las elecciones generales.
Tras la finalización del programa Andalucía a dos voces en el mes de julio, en el mes de septiembre de 2023, presenta los programas especiales Especial María Teresa Campos y Especial María Jiménez en Canal Sur Televisión, en los cuales se rinde homenaje y se repasa la amplia trayectoria de ambas profesionales. 
El 16 de octubre de 2023, presentó el especial posterior tras la emisión del documental Bretón, la mirada del diablo en Canal Sur Televisión.

## Premios
1999
- Antena de Oro, por la Federación de Asociación de Radio y Televisión.

2003
- Premio Atea al mejor programa divulgativo, por Andalucía directo.

Diciembre de 2005
- Premio Andalucía de periodismo.

2006
- Premio Luis Portero.

Noviembre de 2007
- Premio de la Academia de Televisión, al mejor programa informativo autonómico, por Andalucía directo.